# Лаута
Вижте пояснителната страница за други значения на Лаута.
Лаута (на немски: Lauta; на горнолужишки: Łuty) е град в Германия, разположен в окръг Бауцен, провинция Саксония. Към 31 декември 2011 година населението на града е 9247 души.